# Antoine Lefort
Antoine Lefort-Mousel (Diekirch, 13 de maig de 1879 - Ciutat de Luxemburg, 19 de març de 1928) va ser un polític i diplomàtic luxemburguès. Va ser membre de la Cambra de Diputats de Luxemburg pel Partit de la Dreta i va exercir com a director general d'Obres Públiques des del 24 de febrer de 1916 fins al 28 de setembre de 1918. Posteriorment, va exercir com a diplomàtic, fins i tot com a encarregat de negocis a Suïssa.